# Shahrdari Urmia
Le Shahrdari Urmia ou Shahrdari Ourmia est club iranien de volley-ball fondé en et basé à Ourmia qui évolue pour la saison 2013-2014 en Championnat d'Iran de volley-ball masculin.

## Palmarès
- Championnat d'Iran (1)
- Troisième : 2013-14

## Équipe actuelle 2014-15
- 1  Shahram Mahmoudi (Capitaine)
- 2  Milad Ebadipour
- 3  Hamed Rezaei
- 4  Valerio Vermiglio
- 6  Javad Mohammadinejad
- 7  Pourya Fayazi
- 8  Milad Hamidi
- 10  Amir Khodaparasti
- 11  Amir Barzegari
- 12  Farhad Nazari Afshar
- 13  Iraj Mikaeilzadeh
- 14  Vahid Seyed-Abbasi
- 16  Abdolreza Alizadeh
- 17  Farhad Piroutpour
- 28  Nikolay Nikolov (en)